# Fria konstskolan

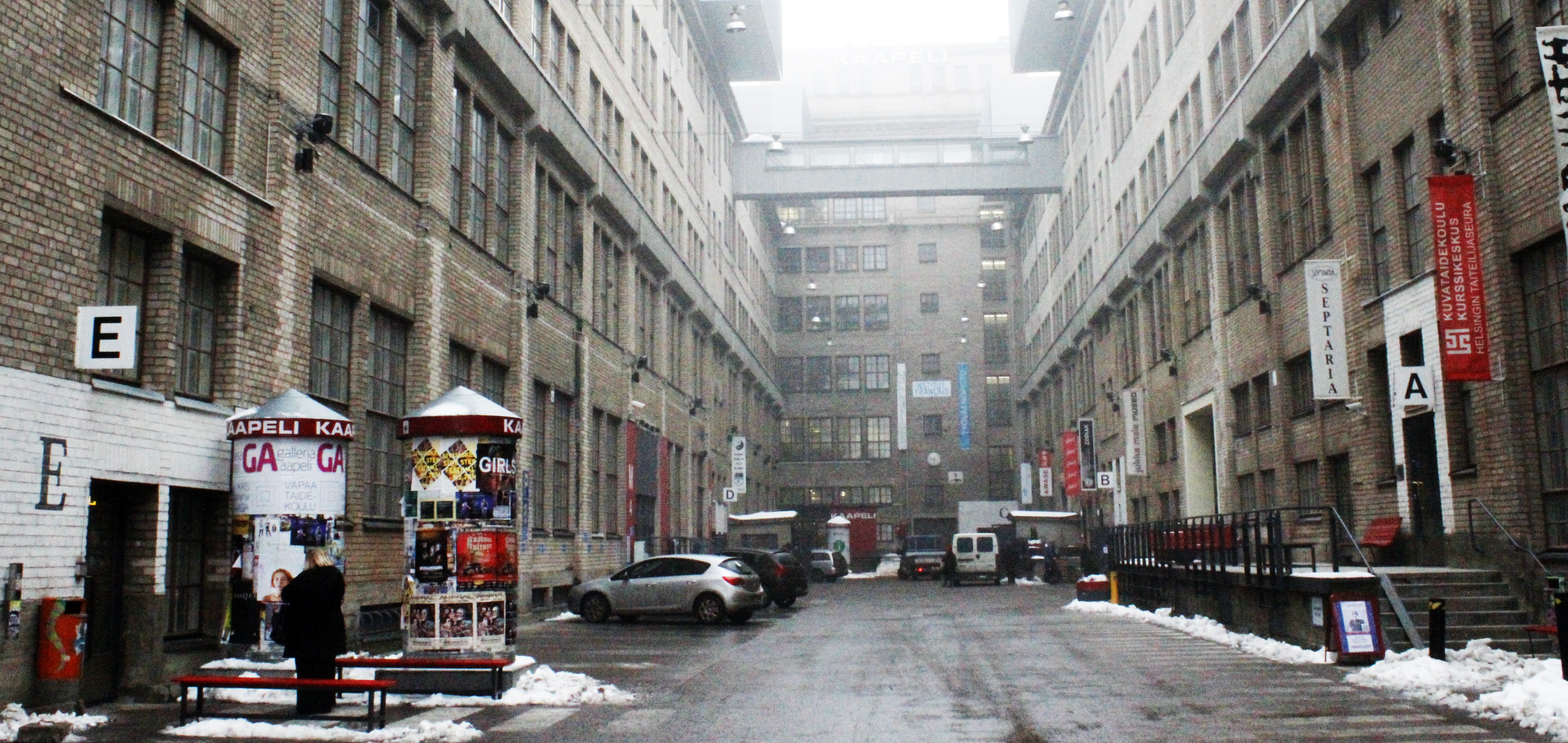
Kabelfabriken.

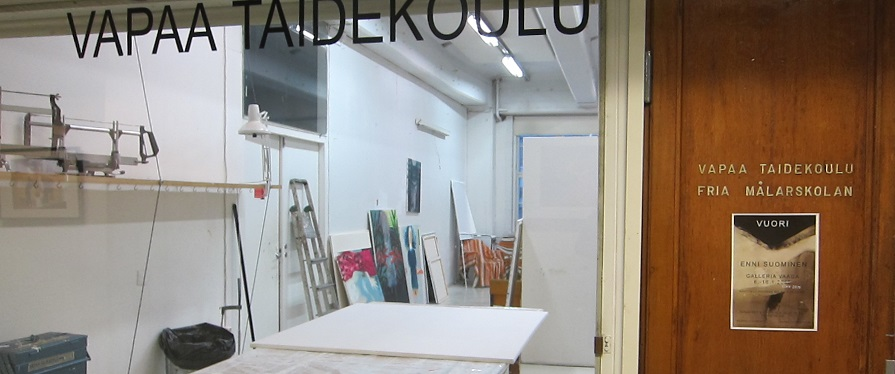
Entrén till konstskolan.

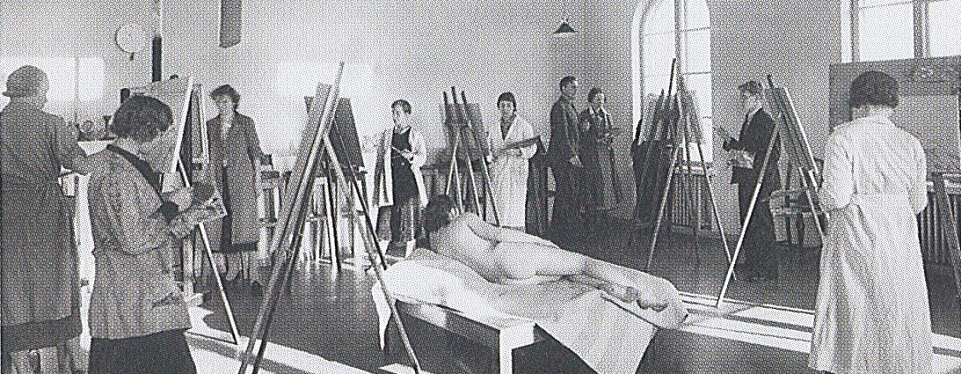
Undervisning på 1930-talet.

Fria konstskolan (finska: Vapaa taidekoulu) är en finländsk privat konstskola i Helsingfors.
Fria konstskolan grundades 1935 av Maire Gullichsen. Syftet var att introducera samtida konstströmningar från bland annat Frankrike. Skolan byggdes upp efter principer från franska fria konstskolor ("académies libres").
Skolan ligger numera i Kabelfabriken.